# Адзума-Мару
Адзума-Мару (Azuma Maru) — судно, яке під час Другої світової війни взяло участь в операціях японських збройних сил у Малаї, проти атола Мідвей, на Соломонових островах та в Мікронезії.

## Початок історії корабля
Судно спорудили у 1938 році як вантажопасажирське на верфі компанії Mitsubishi у Нагасакі, при цьому замовником виступила судноплавна компанія Nippon Yusen Kaisha.
30 серпня 1938-го на тлі Другої японо-китайської війни «Адзума-Мару» реквізували для потреб Імперського флоту Японії, проте вже 26 грудня того ж року повернули власнику.
23 серпня 1941-го судно реквізували для потреб Імперського флоту Японії. З 14 вересня по 28 листопада «Адзума-Мару» здійснило рейс до Латинської Америки, де відвідало порти Манзанілло (Мексика), Кальяо та Ікіке (Перу), Аріка (Чилі).

## Воєнна служба
У першій половині грудня 1941-го «Адзума-Мару» прийняло на борт вантаж вугілля та авіаційного пального в бочках для доставки до Південно-Східної Азії. 13 грудня судно вийшло з Йокосуки, відвідало ще кілька японських портів, а 6 січня 1942-го прибуло до Сайгону (наразі Хошимін у В'єтнамі). 7 січня воно вже було в Кота-Бару (Малая), де за місяць до того висадився японський десант. 16 січня «Адзума-Мару» перейшло до розташованої неподалік Сінгори (наразі Сонгкла, Таїланд), а 28 січня вирушило у зворотній рейс до Йокосуки, де було не пізніше 15 лютого.
5 березня 1942-го судно вирушило з вантажем амуніції до Мікронезії. Тут воно відвідало атоли Вотьє, Малоелап, Джалуїт (усі — Маршаллові острови). 24 квітня «Адзума-Мару» повернулась до Йокосуки.
19—24 травня 1942-го судно з персоналом 11-го будівельного загону на борту перейшло з Йокосуки на Сайпан (Маріанські острови), звідки вийшло 28 травня в межах операції проти атолу Мідвей. Втім, після нищівної поразки ударного авіаносного з'єднання операцію скасували і 13 червня «Адзума-Мару» прибуло на атол Трук у центральній частині Каролінських островів (тут ще до війни створили головну базу японського ВМФ у Океанії), де висадило своїх пасажирів.
29 червня — 6 липня 1942-го «Адзума-Мару», яке знову мало на борту військовослужбовців 11-го будівельного загону, прослідувало в конвої з Труку до острова Гуадалканал, де японці запланували спорудження аеродрому Гендерсон-Філд (у серпні буде захоплений союзниками та відіграє ключову роль у шестимісячній битві за Гуадалканал). 11—17 липня «Адзума-Мару» разом зі ще одним транспортом повернулось на Трук, а 22—31 липня перейшло до Йокосуки.
Майже весь серпень 1942-го «Адзума-Мару» проходило ремонт на верфі Mitsubishi у Йокогамі, а в кінці місяця прийняло у Сасебо (західне узбережжя острова Кюсю) бійців морської піхоти і 2—6 вересня прослідувало в супроводі есмінця «Мінекадзе» на Сайпан. Тут судно висадило своїх пасажирів, а вже 8 вересня було на Труці. 9—11 вересня «Адзума-Мару» перейшло до Рабаула (головна передова база в архіпелазі Бісмарка, з якої японці провадили операції на Соломонових островах та сході Нової Гвінеї). На той час уже більш як місяць тривала битва за Гуадалканал і 17—18 вересня судно прослідувало на якірну стоянку Шортленд — прикриту групою невеликих островів Шортленд акваторію біля південного завершення острова Бугенвіль, де зазвичай відстоювались бойові кораблі та перевалювались вантажі для подальшої відправки далі на схід Соломонових островів. 24—26 вересня «Адзума-Мару» побувало у порту Бука (розташований на однойменному острові біля південного завершення Бугенвілю), після чого вирушило до Йокосуки, куди прибуло 6 жовтня.
20—31 жовтня 1942-го «Адзума-Мару» перейшло з Осаки до Рабаула, де залишалось два місяця, при цьому 15 листопада дістало пошкодження середнього ступеня при авіанальоті. 30 грудня 1942 — 12 січня 1943 судно прямувало з Рабаулу до Кобе.
Враховуючи нестачу суден для транспортування рідких вантажів, з 21 січня по 11 березня 1943-го «Адзума-Мару» пройшло на верфі Osaka Tekkosho переобладнання у танкер-заправник.
Станом на кінець квітня 1943-го «Адзума-Мару» знову перебувало у Меланезії, де відвідало Мунда у архіпелазі Нью-Джорджія в центральній частині Соломонових островів (на той час японці вже програли битву за Гуадалканал і Нью-Джорджія стала їх форпостом). 28—29 квітня судно перейшло з Мунда на Шортленд, а 30 квітня прослідувало звідси до Рабаула. 15—19 травня «Адзума-Мару» перейшло на Трук в конвої 2152.
У наступні кілька місяців «Адзума-Мару» здійснювало рейси до нафтовидобувного регіону на сході острова Борнео, до Таракану та Балікпапану. Зокрема, відомо, що 27 вересня судно в конвої № 7272 прослідувало з Труку на Палау (важливий транспортний хаб на заході Каролінських островів), а 5 жовтня вийшло в рейс до Балікпапану. 20—29 жовтня «Адзума-Мару» пройшло у конвої з Балікпапану на Трук.
12 листопада 1943-го «Адзума-Мару» вийшло з Труку в конвої до Балікпапану. 30 листопада танкер, який мав на борту 6 тисяч тон нафти, 500 бочок з авіаційним пальним та 500 бочок бензину, у складі іншого конвою полишив Балікпапан для зворотного рейсу на Трук. 3 грудня за три сотні кілометрів на південний захід від Палау конвой перехопив американський підводний човен USS Tinosa. Надвечір він дав триторпедний залп та уразив однією торпедою «Адзума-Мару», який загорівся, уповільнився та відстав від конвою. USS Tinosa спробував наблизитись до танкера у надводному положенні, проте японці відкрили вогонь із гармат і кулеметів, що змусило субмарину зануритись. За півтори години після першої атаки USS Tinosa випустив ще три торпеди. «Адзума-Мару» вибухнув та затонув, загинуло 50 членів екіпажу і 18 пасажирів.